# Municipio de Ayr (Pensilvania)
El municipio de Ayr (en inglés, Ayr Township) es un municipio ubicado en el condado de Fulton, Pensilvania, Estados Unidos. Según el censo de 2020, tiene una población de 2036 habitantes.

## Geografía
Está ubicado en las coordenadas 39°52′10″N 78°2′4″O / 39.86944, -78.03444 (39.869507, -78.034536).

## Demografía
Según la Oficina del Censo, en 2000 los ingresos medios de los hogares eran de $36,211 y los ingresos medios de las familias eran de $42,566. Los hombres tenían unos ingresos medios de $29,700 frente a $21,090 para las mujeres. Los ingresos per cápita eran de $17,380. Alrededor del 9.8% de la población estaba por debajo del umbral de pobreza.
De acuerdo con la estimación 2016-2020 de la Oficina del Censo, los ingresos medios de los hogares son de $53,385 y los ingresos medios de las familias son de $63,056. Alrededor del 11.2% de la población está por debajo del umbral de pobreza.